# William Labov
William Labov (født 4. december 1927, død 17. december 2024), var en amerikansk lingvist. Han var fra midten af 1960'erne hovedkraften bag sociolingvistikkens gennembrud.